# قلعه نصیر (معمولان)
قلعه نصیر، روستایی در دهستان افرینه بخش افرینه شهرستان معمولان در استان لرستان ایران است.
این روستا در ۶۰ کیلومتری شهر خرم‌آباد مرکز استان لرستان واقع شده است.
قلعه نصیر واقع در منطقه آبسرد در سال ۱۲۱۲ه‍.ق توسط نصیر خان جودکی ساخته شده است و پس از ساخت قلعه مذکور منطقه آبسرد به قلعه نصیر شهرت یافته است.
لازم به ذکر است در ضلع شرقی قلعه نصیرخان بقایای کاروان سرای شاه عباسی وجود دارد که دو بنای مجزا مربوط به دو دوره تاریخی متفاوت می‌باشند.
در این روستا طوایفی از ایل جودکی زندگی می‌کنند که شغل اکثر اهالی این روستا کشاورزی و دامپروری است.
در این روستا مرغداری صنعتی گوشتی و مزرعه پرورش ماهی وجود دارد که در کنار دامداری و کشاورزی به اقتصاد روستا کمک شایانی می‌کند.
با افتتاح آزادراه خرم زال و راحت‌تر شدن دسترسی به این روستا با توجه به آب و هوای معتدل و باغات و قلعه باستانی آن صنعت گردشگری نیز در این روستا با راه اندازی بوم گردی روستا جایگاه ویژه‌ای در اقتصاد آن پیدا کرده است و به روستا جان دوبارهٔ داده است.
مجتمع تفریحی خدماتی زال که شامل پمپ بنزین و رستوران و مجتمع‌های تعمیرگاهی و امدادی است در ۵ کیلومتری جنوب این روستا واقع شده است.
بقعه خلیل اکبر که از علمای بزرگ عصر خود در میانکوه شرقی بوده است در یک کیلومتری این روستا واقع شده است که زیارت‌گاه اهالی روستا می‌باشد.

## جمعیت
بر پایه سرشماری عمومی نفوس و مسکن در سال ۱۳۹۵، جمعیت این روستا برابر با ۳۸۴ نفر (۹۷ خانوار) بوده است. طایفهٔ باوه از ایل جودکی در این روستا زندگی می‌کنند.